# Kazimierz Kordylewski
Kazimierz Kordylewski (Poznań, 11 ottobre 1903 – Cracovia, 11 marzo 1981) è stato un astronomo polacco.
Si è occupato di stelle variabili, in particolare di stelle binarie ad eclisse, è ricordato per la scoperta nell'ottobre 1956 delle nubi di Kordylewski situate nei punti di Lagrange L4 e L5 del sistema Terra-Luna.

## Studi
Ha cominciato gli studi universitari a Poznań per continuarli poi presso l'Università Jagellonica a Cracovia dove si laureò nel 1926 e dove ottenne il dottorato di ricerca in Astronomia nel 1932.

## Biografia
Si sposò nel 1929 con Jadwiga Pajakówna, dal matrimonio nacquero quattro figli. Si interessò molto alla lingua esperanto, passione che trasmise al figlio Leszek (Les) Kordylewski. Morì l'11 marzo 1981 per un infarto.